# Vlag van Roordahuizum

Vlag van Roordahuizum

De vlag van Roordahuizum is het dorpsvlag van het Nederlandse dorp Roordahuizum, in de Friese gemeente Leeuwarden. Bij gemeenteraadsbesluit van 8 december 1985 zijn een wapen en een vlag vastgesteld voor de 18 dorpen van de voormalige gemeente Boarnsterhim. De vlag werd in 1986 geregistreerd.

## Beschrijving
De beschrijving van de vlag is als volgt:
Twee lengtebanen van blauw en geel, verhoudingen lengen 2:1; in de blauwe baan een gele korenschoof.
De kleuren zijn afkomstig van het dorpswapen.

## Symboliek

Korenschoof: ontleend aan het wapen van de familie Van Aytta. Leden van deze familie bezaten meerdere staten in dit dorp.[2]

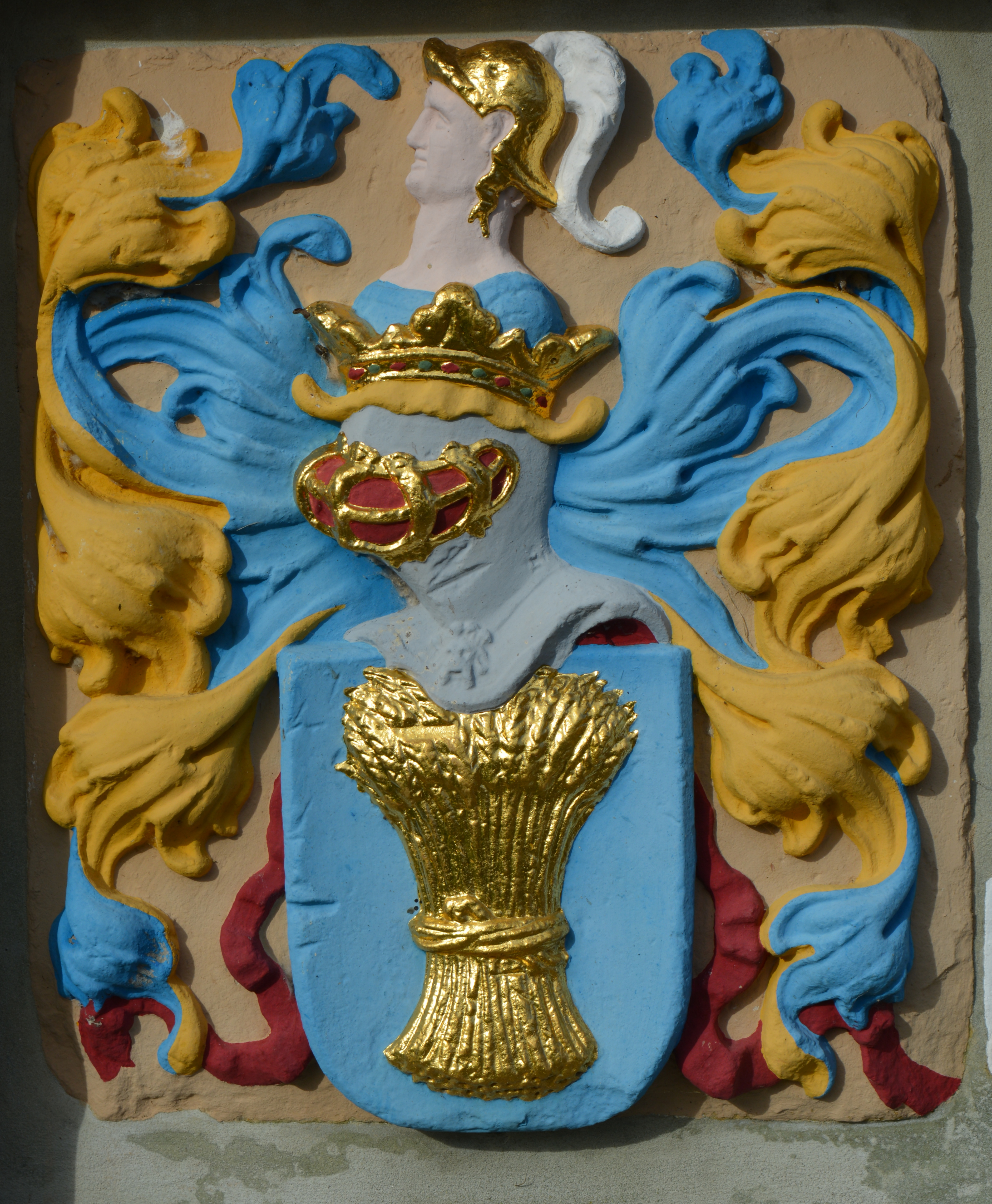
Het wapen van het geslacht Van Aytta.